# Pseudoluperus maculicollis
Pseudoluperus maculicollis är en skalbaggsart som först beskrevs av J. L. Leconte 1884.  Pseudoluperus maculicollis ingår i släktet Pseudoluperus och familjen bladbaggar. Inga underarter finns listade i Catalogue of Life.